# NGC 3647
NGC 3647 est une lointaine galaxie elliptique située dans la constellation du Lion. NGC 3647 a été découverte par l'astronome allemand Albert Marth en 1865.

## Caractéristiques

### Distance
Sa vitesse par rapport au fond diffus cosmologique est de 15 074 ± 26 km/s, ce qui correspond à une distance de Hubble de 222 ± 16 Mpc (∼724 millions d'al).
À ce jour, une mesure non basée sur le décalage vers le rouge (redshift) donne une distance d'environ 229,000 Mpc (∼747 millions d'al). Cette valeur est à l'intérieur des valeurs de la distance de Hubble.

### Identification
La galaxie NGC 3647 est dans une région du ciel très peuplée en galaxies et il existe une certaine confusion au sujet de son identification. Wolfgang Steinicke identifie cette galaxie à PGC 34794, mais les bases de données Simbad l'identifie à PGC 34816 alors que les bases de données NASA/IPAC et HyperLeda l'identifient PGC 34815. Les renseignements de cet article sont ceux de PGC 34815.